# Алам, Эвальд Андреевич
Эвальд Андреевич Алам (23 апреля 1941, Колпино, Ленинград, СССР) — советский футболист, защитник.
Воспитанник колпинского футбола. В 1961 году был в составе «Адмиралтейца», в 1962—1966 сыграл 49 игр в чемпионате за ленинградский «Зенит», больше за команды мастеров не выступал.
Позже работал в банковской сфере.